# Frank Galati
Pour les articles homonymes, voir Galati (homonymie).
Frank Galati (né le 29 novembre 1943 à Highland Park en Illinois et mort le 2 janvier 2023) est un réalisateur, un scénariste et un acteur américain. 
Il a été membre de la Steppenwolf Theatre Company et directeur associé du Goodman Theatre à Chicago. Il a enseigné à l'université Northwestern durant de nombreuses années.

## Biographie
Frank Galati a fréquenté l'université Western Illinois (à Macomb, Illinois) pendant un an, avant de poursuivre son cursus à l'université Northwestern, où il a reçu en 1965 un baccalauréat universitaire en sciences du discours et du langage, avec une spécialisation en interprétation. Il a enseigné à l'université du Sud de la Floride (à Tampa, Floride) et a ensuite obtenu un master en sciences du discours et du langage à l'université Northwestern en 1966. En 1971, il y reçoit son doctorat en interprétation. Pendant ce temps, il a dirigé et joué dans de nombreuses pièces de théâtre.

### Carrière
Frank Galati a été directeur associé du Goodman Theatre de 1986 à 2008.
En 2004, Frank Galati, a été intronisé au Chicago Gay et Lesbienne Hall of Fame. On lui décerne neuf Prix Joseph Jefferson pour sa contribution au théâtre à Chicago.
Frank Galati et le co-scénariste Lawrence Kasdan ont adapté le roman Voyageur malgré lui pour le cinéma,Voyageur malgré lui a été nommé pour un Oscar du meilleur scénario adapté, un BAFTA Award pour le Meilleur Scénario Adapté et un Writers Guild of America Award pour le Meilleur Scénario Adapté à l'écran. Le duo a remporté un Prix USC Scripter pour ce même scénario (distinction attribuée par l'Université de Southern California pour honorer les scénaristes).
Frank Galati a reçu le Tony Award de la meilleure pièce pour son adaptation de Les raisins de la colère en 1990. La production débute à Steppenwolf puis est transférée à Broadway où, en plus de recevoir le Tony Award de la meilleure pièce, Galati a gagné le Tony Award de la meilleure mise en scène. La pièce a également reçu six nominations, dont des reconnaissances décernées aux interprètes Gary Sinise, Terry Kinney, et Lois Smith. Depuis son succès avec les Raisins de La Colère, Galati a continué à adapter Tandis que j'agonise en 1995, et Haruki Murakami Après le Tremblement de terre en 2005. Il a aussi écrit des œuvres originales, comme Monsieur tout le monde (1995). L'essentiel de son travail démarre toujours au Steppenwolf Theatre.
Frank Galati apparaît parfois comme acteur, et a dirigé la pièce de Tony Kushner Homebody/Kabul au New York Theatre Workshop. Pour Broadway, il a dirigé la comédie musicale Ragtime en 1998 et The Pirate Queen en 2007. Il a réalisé deux productions de The Visit (une comédie musicale basée sur la pièce satirique de Friedrich Dürrenmatt écrite en 1956) au Goodman Theatre en 2001 et au Signature de Theatre (Arlington, Virginie) en mai 2008, avec Chita Rivera[réf. incomplète],[réf. incomplète].
Les publications de Frank Galati sont accessibles à la Northwestern University. Il est professeur émérite au département des Études du spectacle de l'université de Northwestern, ayant pris sa retraite en 2006[réf. incomplète].

### Mort
Frank Galati meurt le 2 janvier 2023 à l'âge de 79 ans.